# Чумбуридзе, Шалва Окропирович
Шалва Окропирович Чумбуридзе (1902 — неизвестно, Маяковский район, Грузинская ССР) — председатель колхоза «Комунисакен» Маяковского района, Грузинская ССР. Герой Социалистического Труда (1950).

## Биография
Родился в 1902 году в крестьянской семье в одном из сельских населённых пунктов на территории современной Грузии. После окончания местной школы трудился в сельском хозяйстве. Во время коллективизации возглавил колхоз «Комунисакен» Багдатского района (1940—1990: Маяковский район).
В послевоенные годы труженики колхоза «Комунисакен» показывали высокие трудовые результаты в виноградарстве. По итогам работы в 1948 году четверо колхозников были удостоены почётного звания Героя Социалистического Труда (Валериан Макариевич Бахтидзе, Михаил Георгиевич Чкония, Давид Георгиевич Табукашвили и Шалва Петрович Табукашвили).
В 1949 году колхоз сдал государству в среднем с каждого гектара по 119,3 центнера винограда с площади 20,5 гектаров. Указом Президиума Верховного Совета СССР от 5 сентября 1950 года удостоен звания Героя Социалистического Труда за «получение высоких урожаев винограда в 1949 году» с вручением ордена Ленина и золотой медали «Серп и Молот» (№ 5678).
Этим же указом званием Героя Социалистического Труда был награждён звеньевой Николай Ираклиевич Хускивадзе.
После выхода на пенсию проживал в Маяковском районе. Дата смерти не установлена.
Награды
- Герой Социалистического Труда
- Орден Ленина
- Медаль «За трудовое отличие» (24.02.1941)